# وحشی‌گری فرماندهی انتظامی جمهوری اسلامی ایران
وحشیگری فرماندهی انتظامی جمهوری اسلامی ایران به موضوعِ وحشیگری پلیس و خشونتِ بی ضابطه و غیرِ قانونی در فرماندهی انتظامی جمهوری اسلامی ایران می‌پردازد. خشونت این پلیس علیه دستگیرشدگان در نمونه‌هایی همانند مهرداد سپهری در مشهد و بهاره چشم‌براه در آبادان، کشته‌شدن مهسا امینی، سرکوب خشونت‌بار معترضان سیاسی و اجتماعی در خیابان، یورش شبانهٔ آنان به خانهٔ بزهکاران تهران و تحقیرِ مظنونان با انداختن آفتابه بر گردنشان و نمایش آنان در سطحِ شهر از جمله این موارد است که واکنش‌های فراوانی در پی داشته‌است.
برخی باور دارند که ملزم بودن پلیس جمهوری اسلامی ایران برای پیشگیری از نقض شدن احکام شرعی از سوی مردم، بانی آن شده‌است که پلیس در ایران این دوره، بیشتر از آن که پایه‌گذار امنیت مردم این کشور باشد، باعث ناامنی روانی میان شهروندان شده‌است. اِعمال خشونت علیه مردم برای عدمِ رعایتِ شئونات و اِعمالِ حجاب اجباری از دیگر کارهای فرماندهی انتظامی جمهوری اسلامی ایران هستند که مورد نقد قرار گرفته‌اند.

## پیشینه

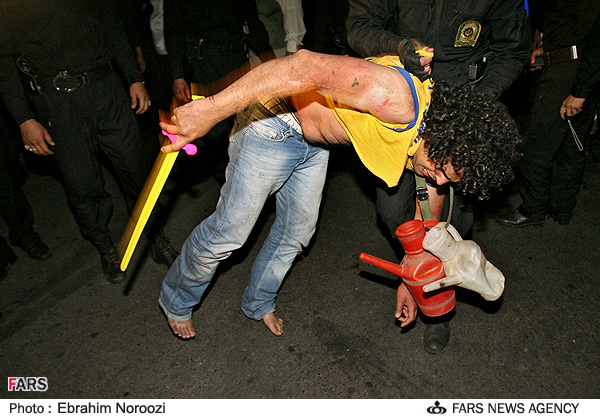
عدمِ احترام به حقوقِ انسانی: نگاره‌ای از برخورد نیروی انتظامی در برخورد با اشرارِ تهران (۲۰۰۷)

وحشیگری نیروی انتظامی جمهوری اسلامی ایران، از دید خشونت اعمال‌شده از سوی خود نیروها و خشونت نهادینه در این سیستم، بررسی شده‌است. سرنوشت معترضانی که توسط این نیرو دستگیر می‌شوند نیز مورد توجه رسانه‌های خارجی بوده‌است. در موارد بسیاری از شدت خشونت در بازداشتگاه‌های نیروی انتظامی جمهوری اسلامی، پرده‌برداری شده‌است. به شکل کلی، رویکرد دستگاه سرکوب جمهوری اسلامی، از جمله نیروی انتظامی، در بالاترین سطوح حکومت و توسط شخص علی خامنه‌ای تعیین شده‌است.

### نادیده‌گرفتنِ حقوقِ اجتماعی
در اردیبهشت ۱۳۸۶، گزارشی از یورش شبانهٔ نقابداران پلیس، به خانهٔ «لات‌ولوت» های تهران و بیرون کشیدن این افراد زیر رگبارهایی از مشت و لگد، تحقیرشان با انداختن آفتابه‌ای بر گردنشان و دور محله گرداندن این افراد، منتشر شد. در یکی از عکس‌ها، پلیس با چکمه بر صورت مجرم یا متهم، فشار وارد می‌کند. در عکس‌ها دیده می‌شود که آفتابه را با بند از گردن مجرم یا متهم، آویزان کرده‌اند و در عکسی دیگر نیز لولهٔ آفتابه را درون دهان او وارد کرده‌اند تا از این راه سخن بگوید. در تصویری نیز شمشیر پلاستیکی به متهم داده‌اند.
اسماعیل احمدی مقدم، فرماندهٔ پیشین ناجا، اعلام کرد که در تظاهرات تاسوعا و عاشورای ۱۳۸۸ هواداران جنبش سبز، خودروی نیروی انتظامی، مردم را زیر کرده‌است.

### برخورد با اقلیت‌ها
در اردیبهشت ۱۳۹۶، «کمپین فعالان بلوچ» گزارش داد که تیراندازی نیروهای نیروی انتظامی ایران در ۲۱ اردیبهشت، باعث کشته‌شدن یک روحانی سنی شد و دو شهروند دیگر را نیز در شهر سیب و سوران زخمی کرد.
به گزارش رادیو فردا در ۱۳۹۷ «در سال‌های گذشته برخی از کودکان در استان سیستان‌وبلوچستان و دیگر شهرهای ایران بر اثر شلیک مأموران نیروی انتظامی در حین تعقیب و گریز متهمان کشته شده‌اند». این گزارش به‌عنوان نمونه به ششم مهرماه سال ۱۳۹۶ اشاره کرد که در یورش نیروهای انتظامی به خانه‌ای در ایرانشهر، پسر سه ساله و پدرش کشته شدند و گزارشی را پوشش داد که بر پایه آن، مأموران به خودرویی تیراندازی می‌کنند و افزون بر راننده، دختری ۳ ساله و دو پسر ۱۸ و ۲۳ ساله را که سوار خودرو بودند، می‌کشند.
در تیر ۱۳۹۸، ویدئویی پخش شد که در آن، یک مأمور پلیس مرد، دختری در حالِ جیغ‌زدن را به زور و با خشونت، به همراه خود می‌کشد و با وجود اعتراض گروهی از حاضران در صحنه، سوار ماشین نیروی انتظامی‌اش می‌کند. فرمانده انتظامی تهران بزرگ اعلام کرد که گزارش مربوط می‌گفت که عده‌ای جوان، شئونات را زیر پا گذاشته‌اند و این افراد نخست از پلیس تذکر گرفته‌اند و رفتار نامناسبی با مأمور داشته‌اند. در سوی دیگر، شاهدی اعلام می‌کرد که دختر برای آب‌بازی در پارک حضور داشته‌است و با آمدن پلیس، دوستانش فرار می‌کنند اما او می‌ماند و هنگامی که «جواب پلیس را داده» کتک می‌خورد.
کشته شدن مهرداد سپهری در مهر ۱۳۹۹، از مواردی بود که برای جامعه ایران آشکار شد و واکنش‌های بسیاری به همراه داشت. در ویدئوی پخش شده از رویداد، «مردی دستانش به میله‌ای بسته شده‌است و مأمور پلیس به او نزدیک می‌شود و به او شوکر می‌زند… مرد با دستان بسته روی زمین می‌افتد. در تصاویر بعدی پلیس باز هم به او شوکر می‌زند و کلماتی میانشان رد و بدل می‌شود و مرد دوباره روی زمین می‌افتد». خانوادهٔ سپهری اعلام کردند که او در نهایت، با خفگی با اسپری فلفل جان داده‌است. پس از این، کاربرانی به مقایسه کردن گفته‌های علی خامنه‌ای، رهبر جمهوری اسلامی دربارهٔ رفتار پلیس آمریکا با جورج فلوید و این رویداد پرداختند.

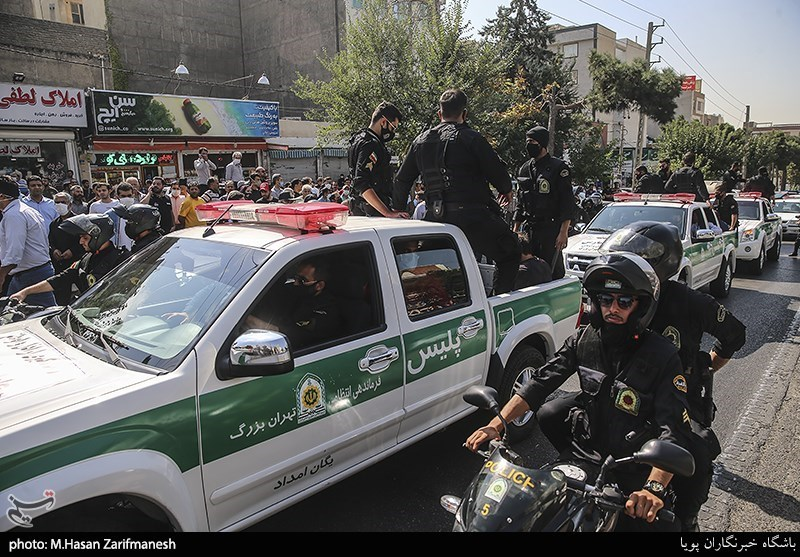
گزارش خبرگزاری تسنیم از گرداندن بازداشت‌شدگان در تهران‌پارس (سپتامبر ۲۰۲۰)

در مهر ۱۳۹۹ که توجه رسانه‌ها به این زمینه بود، اعلام شد که مأموران نقابدار متهمانی را در خیابان‌های تهران گرداندند و با ضرب و جرح از آن‌ها می‌خواستند که پشیمانی‌شان را ابراز کنند. پخش‌شدن این نگاره‌ها، بانی آن شد که خشم کاربران در توییتر و اینستاگرام برانگیخته شود. در برخی تصاویر دورگردانی، متهم‌ها در هنگامی که مأموران درشت‌هیکل و نقابدار پلیس به زدن متهمان می‌پرداختند، به سوی مردم فریاد می‌زده‌اند «غلط کردیم، ببخشید». پیش از این، عکس‌هایی مشابه از گرداندن متهمان حمله به بیمارستان سینا رشت نیز مورد توجه قرار گرفت.
در آبان ۱۳۹۹، گزارشی در بی‌بی‌سی فارسی می‌گفت که «در سال‌های اخیر، روال مرسوم چنین بوده‌است: تصاویری از خشونت نیروهای نظامی و امنیتی در شبکه‌های اجتماعی منتشر می‌شود؛ اعتراض به این اقدام غیرقانونی و غیراخلاقی، فضای مجازی را فرامی‌گیرد؛ مسئولان جمهوری اسلامی در پی انکار یا توجیه جنایت برمی‌آیند… در روزهای اخیر، ضرب و جرح یا قتل تعدادی از شهروندان ایرانی به دست نیروهای پلیس بازتاب گسترده‌ای در فضای مجازی داشته‌است». در این گزارش، رویکرد پلیس دوران جمهوری اسلامی با حکومت پلیسی مقایسه و اعلام شد که پایه‌های حکومت‌های پلیسی در همه‌جا از جمله ایران، متزلزل شده‌است.
در آوریل ۲۰۲۱، نیروی انتظامی مشهد شماری از جوانان و نوجوانان (که برخی زیر سن قانونی بوده‌اند) را که متهمان چهارشنبه‌سوری (جشن ایرانی) معرفی کرد و با وصل کردن پلاکارد در یک نمایش همگانی، در شهر گرداند. رسانه‌های درون ایران، این کار را «طرح پیش‌گیرانه» دانستند؛ در حالی که مشخص نبوده‌است هدف پیشگیری از چه جرمی است. در ادامه، برخی این کار را قرون وسطایی خواندند و گزارش دادند که شماری از این افراد، زخمی نیز بوده‌اند. هرانا، ارگان خبری مجموعه فعالان حقوق بشر در ایران، در این باره نوشت: «در سال‌های اخیر نیروی انتظامی هر از گاهی اقدام به چرخاندن متهمان در سطح شهر می‌کند، اقدامی که مغایر با مقاوله‌نامه‌های حقوق‌بشری، قوانین داخلی و نقض کرامت انسانی است.»
از سوی دیگر، در بهمن ۱۳۹۹، حسین اشتری، فرماندهٔ نیروی انتظامی، بر «اجرای قانون توأم با رأفت اسلامی» تأکید کرد. وی همچنین اعلام کرده‌است که «نیروهای یگان ویژه در همهٔ عرصه‌ها در کنار مردم و همراه آنان هستند».
در اردیبهشت ۱۴۰۰، در هنگام تیراندازی نیروهای نیروی انتظامی شهرستان ایرانشهر، استان سیستان و بلوچستان به سوی یک خودروی مظنون به «حمل مواد مخدر»، یک کودک پنج ساله کشته شد و پدر و مادر کودک و یک شخص دیگر نیز زخمی شدند.
در اردیبهشت ۱۴۰۱ ویدیویی در جاده سد لتیان از یک مأمور لباس شخصی و دو مأمور پلیس در شبکه‌های اجتماعی بازنشر شد که با شدت و برخورد فیزیکی قصد بازداشت زنی را دارند که منجر به زمین‌خوردن او می‌شود. این ویدیو بارها و واکنش‌های گسترده و انتقادآمیزی در پی داشت.

## یگان ویژه
از یگان ویژه به‌عنوان «سرکوب‌گرترین نیروی ضدشورش جمهوری اسلامی» یاد شده‌است. پیشینهٔ عمر یگان ویژه به شکل حدودی با عمر شورش‌های خیابانی در دوران جمهوری اسلامی، برابری کرده‌است؛ در همین هنگام، اگر شهرت کمیته‌های وابسته در بگیر ببند و یورش بردن به مهمانی‌ها و گشت و ایست‌های بازرسی بوده‌است، یگان ویژه تمام این کارها را در خیابان به برخورد مسلحانه با معترضان و به گلوله‌بستن و کشتار چنین کسانی تبدیل کرد. آمارهای نهادهایی چون عفو بین‌الملل می‌گفت که دست‌کم ۳۰۴ تن، تنها در سه روز اعتراض‌های آبان ۱۳۹۸ توسط نیروهای امنیتی کشته شدند و نیروهایی که حکومت در خیابان فرستاد نیز بیشتر نیروهای یگان ویژه و لباس‌شخصی‌ها بوده‌اند. تا سال ۱۴۰۰، یگان ویژه نیروی انتظامی، هشت تجربهٔ بزرگ در سرکوب اعتراضات داشته‌است. در یکی از خونین‌ترین سرکوب‌های خیابانی تاریخ نظام جمهوری اسلامی، که تنها در سه روز میان ۲۴ تا ۲۶ آبان ۱۳۹۸ رخ داد، یگان ویژه مهم‌ترین نیرویی بود که برای سرکوب در خیابان‌ها حاضر شد.

## پلیس آگاهی فراجا
پلیس آگاهی فراجا یکی از یگان‌های فرماندهی انتظامی جمهوری اسلامی ایران است که بر پایه قانون این کشور، به عنوان ضابط قوه قضاییه بوده‌است.
سعید مدنی، جامعه‌شناس، اعلام کرد که ادارهٔ آگاهی یکی از سازمان‌های فرماندهی انتظامی است که چه در گذشته چه در دوران کنونی، یکی از روش‌های فعالیتش، بهره‌گیری از خشونت، زور و حتی شکنجه است.

## چرایی‌ها و اثرهای وابسته

### ملزم بودن به پیشگیری از نقض احکام شرعی
به گزارش یورونیوز در ۲۰۲۰ م، برخی باور دارند که ملزم بودن پلیس جمهوری اسلامی ایران برای پیشگیری از نقض شدن احکام شرعی از سوی مردم، بانی آن شده‌است که پلیس در ایران این دوره، بیشتر از آن که پایه‌گذار امنیت مردم این کشور باشد، باعث ناامنی روانی میان شهروندان باشد. سعید مدنی، جامعه‌شناس اعلام داشت که اینکه نیروی انتظامی ملزم به این شده‌است که از نقض احکام شرعی جلوگیری کند، ابهام دارد؛ نیروی انتظامی ضابط قضایی به‌شمار می‌رود و ضابط مذهبی یا شرعی نیست و بیشتر ورودهای نیروی انتظامی، شامل موارد نقض قانون بوده‌است. در مورد حجاب نیز وابسته به سیاست‌ها و قانون‌هایی که به نیروی انتظامی می‌دهند، این نیرو احتمال دارد که با کسانی که حجاب آنان بر پایه استانداردهای جمهوری اسلامی نبوده‌است، برخورد خشنی داشته باشد. همچنین وی گفت که تا مدت‌ها، یکی از وظیفه‌های روزانهٔ نیروی انتظامی، جمع کردن دیش‌های ماهواره مردم بوده‌است که این، به دلیل سیاستی از سوی وزارت کشور بود.

### یکسان نبودن رفتار پلیس
در وضعی نرمال، واکنش مردم به حضور نیروی انتظامی، متفاوت بوده‌است؛ چون که رفتار نیروی انتظامی نیز در برابر مردم این کشور، متفاوت بوده‌است. نیروی انتظامی در منطقه یا جاهای مرفه و متوسط، در مقایسه با منطقه‌های فقیر نشین و در حاشیه، رفتاری کاملاً متفاوت یا گوناگون داشته‌است؛ بنابراین، از این دید، رفتار نیروی انتظامی یک پروتکل ثابتی نداشته‌است. حضور نیروی انتظامی در شمال شهر بیشتر مایه و بانی ایمنی یا امنیت شمرده شده و در جنوب شهر (که در این دوره جای فقیرنشین توصیف شده‌است) حضور نیروی انتظامی معنی تنش، برخورد و ناامنی روانی را دارد.

### نقش شبکه‌های اجتماعی
سعید مدنی، جامعه‌شناس اعلام داشت که: «به مدد فضای مجازی و امکانات تکنولوژیک ارتباطی‌ای که در اختیار مردم ایران قرار گرفته، این حادثه تصویربرداری شده و در معرض دید عموم قرار گرفته‌است؛ چیزی که در گذشته تقریباً ناممکن بود. به این اعتبار به نظر می‌رسد که رفتار پلیس ایران تا حد زیادی محتاطانه‌تر و دقیق‌تر شود. این امکان تماشای خشونت پلیس در فضای مجازی، می‌تواند در کنترل خشونت پلیس نقش بسیار مهمی داشته باشد. علاوه بر این، افکار عمومی هم از طریق فضای مجازی شکل می‌گیرد و این امر می‌تواند زمینه‌ساز واکنش‌های آتی مردم به خشونت پلیس باشد».

## علیه زنان
رادیو بین‌المللی فرانسه در آوریل ۲۰۱۸ گزارشی با عنوان «سابقهٔ ۴۰ سالهٔ خشونت نیروی انتظامی علیه زنان و دختران در ایران» منتشر کرد که به مسائل پیش آمده از حجاب اجباری در ایران نیز می‌پرداخت. این رسانه تصویر پخش شده از درگیری دختر جوان ایرانی با یک مأمور زن نیروی انتظامی را مورد توجه قرار داد و نوشت: «اما همچنان جای دستوری دربارهٔ برخورد نیروی انتظامی با نحوه پوشش زنان و حتی مردان در ایران خالی است و به نظر می‌رسد تا آن زمان نمی‌توان به عدم تکرار این برخورد یا رفتارهای شبیه آن امیدوار بود». پس از کتک‌خوردن دختر از مأمور، هنرمندان نیز واکنش‌هایی تند داشتند و برخی از آنان از تجربه‌های همانند این، در همین زمینه گفتند؛ همانند قیچی شدن موهای‌شان توسط مأموران نیروی انتظامی.

## واکنش‌های مردمی

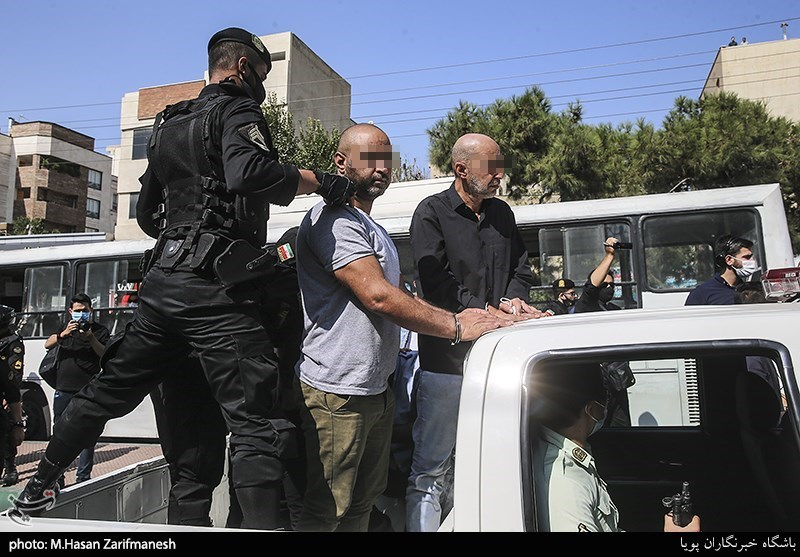
گرداندن بازداشت‌شدگان در تهران‌پارس، تهران که با واکنش‌های نقد آمیز از سوی مردم روبرو شد.

شعارهایی چون «نیروی انتظامی، خجالت، خجالت» یا «نیروی انتظامی، چرا برادرکشی؟» از شعارهای معترضان نسبت به این نیرو هستند.
در مهر ۱۳۹۹، کاربران شبکه‌های اجتماعی، پس از کار اخیر پلیس جمهوری اسلامی ایران، یعنی دورگردانی و زدن متهمان در تهران و برخی شهرهای دیگر ایران، واکنش‌های گسترده‌ای داشتند و در نمونه‌ای از این دست واکنش‌ها، این کار صورت گرفته را با رفتار گروه تروریستی داعش با مخالفان و زندانیانش، مقایسه کردند. کاربران رسانه‌های اجتماعی افزون برداشتن نقدهایی از ابعاد فراقانونی این کار، خشونت نیروی انتظامی را مورد اشاره قرار داده و این «وحشی‌بازی» را محکوم کرده بودند. گروهی از کاربران نیز چنین کاری را مصداقی از «شکنجه» اعلام کردند و پرسش داشتند که هنگامی که در نمایش همگانی رفتار با متهم این گونه است، پس در زندان‌های مربوط چه می‌گذرد؟ و کاربرانی نیز به شکلی ویژه، پس از این رویداد، به شکنجه شدن نوید افکاری و دیگر زندانیان پرداخته بودند.
هاتف مطهری در همین باره نوشته بود: «پلیس ایران جلوی چشم هزاران نفر، به سر و بدن متهم ضربه می‌زنه و وادارش می‌کنه که به خودش فحش بده. بعد انتظار دارن ما قبول کنیم در بازداشتگاه و اتاق بازجویی برای نوید افکاری اتفاقی نیفتاده و سیر محاکمه عادلانه بوده». ضیا نبوی، فعال دانشجویی ایرانی و زندانی سیاسی پیشین، روش برخورد نیروی انتظامی را «بخش کوچکی از آنچه در بازداشتگاه‌ها با متهم می‌کنند» دانست. کاربری دیگر، با پست‌کردن ویدئوهای کارهای حکومت ایران و داعش، به «همذاتی» این دو، اشاره کرد.

## تحریم‌های حقوق بشری
اینگونه برخوردها با تحریم‌های حقوق بشری همراه بوده‌اند. در نمونه‌ای در فروردین ۱۴۰۰، حسن کرمی فرماندهٔ یگان‌های ویژه ناجا، حسین اشتری فرماندهٔ نیروی انتظامی جمهوری اسلامی، غلامرضا ضیایی رئیس زندان اوین و شماری دیگر، به اتهام سرکوب کردن خشن اعتراضات آبان ۱۳۹۸ ایران، به فهرست تحریم‌های حقوق بشری اتحادیه اروپا افزوده شدند. پیشتر نیز وزارت خارجه آمریکا در ۲۸ آبان ۱۳۹۹، مسئولان کلیدی کشتار مردم معترض در نیزار ماهشهر در جریان اعتراض‌های آبان ۱۳۹۸ را تحریم کرد که در میان این مسئولان، نام سردار حیدر عباس‌زاده، فرماندهٔ نیروی انتظامی استان خوزستان و سرهنگ رضا پاپی، فرمانده نیروی انتظامی ماهشهر دارای اتهام نقض گسترده و خشن حقوق بشر، وجود داشت. بر پایهٔ گزارش‌ها، مردم معترض ایرانی در فرار از تجهیزات نظامی به نیزارها پناه می‌برند و نیروی انتظامی زیر فرمان حیدر عباس‌زاده و رضا پاپی، نیزارها را آتش کشید و به سوی معترضان آتش گشود و حداقل ۱۴۸ شهروند در این جریان، کشته شدند. یک شاهد عینی اعلام کرد که «هیچ‌یک از کسانی که به نیزارها پناه بردند زنده برنگشتند».

## واکنش‌های افراد و نهادها
- رضا پهلوی، فرزند ارشد محمدرضاشاه پهلوی، پس از به خشونت کشیده شدن اعتراضات کازرون در سال ۱۳۹۷ که در آن مأموران انتظامی تیراندازی کرده و معترضان وارد کلانتری شدند، در توییتی از «جنایتی دیگر این بار در کازرون» سخن گفت و برای مردم ایران، آرزوی «آزادی و دموکراسی» زودهنگام کرد.[۲۲]
- عبدالرضا داوری، از سیاستمدار نزدیک محمود احمدی‌نژاد در توییتر خود، خشونت دوران کنونی‌اش را با دوران پیش از انقلاب ۱۳۵۷ مقایسه کرد و نتیجه‌گیری‌اش این بود که در دوران جمهوری اسلامی، وضعیت بدتر بوده‌است: «انصاف باید داشت؛ در عصر پهلوی اگر خشونتی هم بود محدود به ساواک و کمیته مشترک ضدخرابکاری و دادگاه نظامی بود و موارد سیاسی امنیتی؛ هرچه در آن دوره به‌ویژه پس از اصلاحات ارضی می‌گردم نه مشابه رفتار با دختر آبادانی یافت می‌شود و نه معادل قتل مهرداد سپهری! به کجا می‌رویم؟»[۸]
- سید ابراهیم رئیسی، رئیس قوه قضاییه جمهوری اسلامی ایران در واکنش به کشتن مهرداد سپهری گفت: «نباید پلیس تضعیف شود». رییسی همچنین در نشست شورای عالی قوه قضاییه گفت: «باید مراقب تحرکات دشمن باشیم که می‌خواهد با سوءاستفاده از یک حادثه که در گوشه‌ای رخ داده، جایگاه و هویت یک نهاد را به‌طور کامل مخدوش نماید.» او پوشش یافتن این خبر، در رسانه‌ها را نیز «جنگ روانی دشمن» دانست.[۲۳]